# Distretto di Long (Thailandia)
Il distretto di Long (in thailandese: ลอง) è un distretto (amphoe) della Thailandia, situato nella provincia di Phrae.